# 阿韦莱达 (洛萨达)
Aveleda是葡萄牙波尔图区的一个堂区。总面积3.69平方公里，总人口1952人，人口密度529人/平方公里。